# RIM-24 Tartar

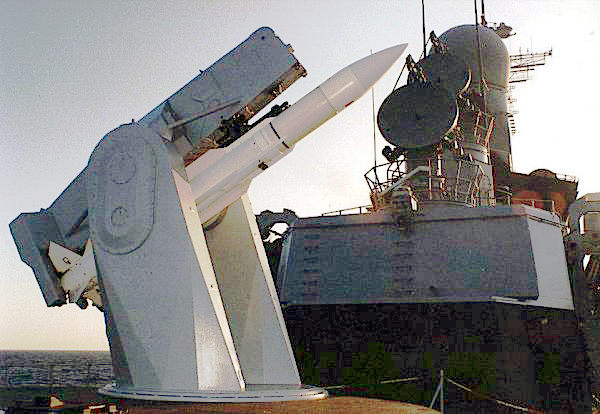
Střela Tartar na odpalovacím zařízení francouzského torpédoborce třídy Cassard

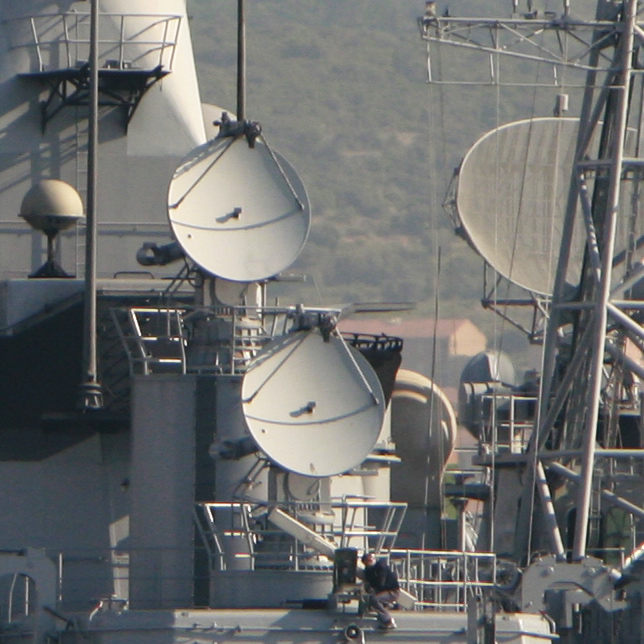
Dvojice radarů AN/SPG-51 sloužicích k navádění střel Tartar

RIM-24 Tartar byla americká jednostupňová námořní protiletadlová řízená střela krátkého dosahu z doby studené války. Spolu s ní patřily do první generace těchto střel ještě systémy Terrier a Talos. Vyvinula ji firma Convair pro nasazení na lodích US Navy.

## Vývoj
Vývoj střely byl objednán v roce 1955, první start proběhl v roce 1958 a do služby byla zařazena v roce 1962. Mimo USA ji používala také námořnictva Austrálie, Francie, Itálie, Holandska, Japonska a SRN. Ve službě ji nahradily především vzhledově podobně střely Standard. Celkem bylo vyrobeno okolo 2400 střel Tartar ve verzích RIM-24A, RIM-24B a RIM-24C (tato verze byla pouze modernizací starších).
Střela Tartar svým tvarem odpovídala letovému stupni střely Terrier, ze které byla ostatně vyvinuta. Měla jen jeden stupeň s raketovým motorem na tuhé pohonné látky Aerojet Mk 1. Ten však používal dvě různá paliva a proto část trysek sloužila pro start a část pro let. Na bocích rakety byly čtyři dlouhé stabilizační plochy a na jejím konci čtyři lichoběžníkové řídící plochy. V přídi rakety byl radiolokační naváděcí systém. První verze RIM-24A operovala ve výškách 15–15 000 metrů a ve vzdálenostech 1,8–14 kilometrů. U vylepšené verze RIM-24B se dostup střely zvýšil na 20 000 metrů a dolet až na 30 kilometrů.

## Hlavní technické údaje RIM–24 Tartar
- Délka: 4,57 m
- Maximální průměr: 0,34 m
- Celková hmotnost: 650 kg
- Maximální rychlost: 1,8 M